# Baltasar Moyà Sancho
Baltasar Moyà Sancho (Capdepera, 21 de gener de 1861 - Palma, 13 de juliol del 1923 amb 62 anys) fou un compositor de música mallorquí. Era fill de Gabriel Moyà, paleta d'Artà, i de Caterina Sancho, natural de Capdepera. El 1881 es va casar amb Margalida Alomar Pérez (a la parròquia de Sant Jaume de Palma) i, fruit d'aquest matrimoni, van néixer dues nenes: Catalina i Hermínia. La seva vida musical es va desenvolupar en tres vessants: com a intèrpret (músic militar), com a director de diferents agrupacions i com a compositor.

## Intèrpret. La seva vida militar
Molt aviat es van despertar les inquietuds musicals de Baltasar Moyà, ja que a 15 anys va ingressar voluntari com a músic de 3a, tocant la trompeta al Batalló Provisional de Mallorca, on estaria fins al 20 de gener de 1877. El 5 de juliol del 1879 va ser ascendit a músic de 2n i el 21 de gener de 1882 a músic de 1r. El 1885 va ser destinat a Maó on va estar fins al 31 de març de 1888, en què va tornar a Palma. L'abril de 1890 es va llicenciar.
Després de dos anys de llicència absoluta, el 1892 va ingressar a la secció del Regiment d'Infanteria de les Filipines núm. 52, com a músic de primera, voluntari, on va estar fins al desembre de 1900. El 1901 va ingressar com a soldat de 2a classe en el 2n Batalló del Regiment d'Infanteria Filipines nº52. L'1 de març del mateix any va ascendir a terme i l'1 de febrer de 1904, a sergent, graduació que va tenir fins al gener de 1906 en què es va retirar de l'Exèrcit.

## Director
Ja mentre era músic militar, Baltasar Moyà va dirigir diverses agrupacions. Així, va dirigir l'Orfeó Republicà Balear (1897 - 1899) i l'Orfeó La Protectora (1899-1900); va dirigir també circumstancialment la banda del Regiment d'Infanteria (amb la qual va guanyar el certamen de bandes de música de Manacor el 1897); va organitzar i dirigir durant molts d'anys una orquestra de ball que harmonitzà els balls de màscares de les societats més importants de Palma; la Banda Filharmònica de Porreres després de la mort del seu fundador Jaume Mulet el 1897, la Banda "La Harmónica" d'Alaró (1902-1905), amb la que va guanyar el primer premi de la primera secció al Certamen de Bandes celebrat a Sóller el 1905, i a finals del segle xix va fundar i dirigir fins a la seva mort la banda La Camponense. El 1905 va guanyar les oposicions per al càrrec de director de la banda de música de la Casa de la Misericòrdia de Palma, que va ocupar fins a l'any 1922 i l'Orquestra del Teatre Líric.

## Baltasar i la Banda de la Misericòrdia
El 1905 va quedar vacant la plaça de la Banda de Música de la Misericòrdia a causa del nomenament com a músic major del Regiment d'Infanteria de Maó del senyor Antonio Torrandell.
El dia 3 d'agost van començar les proves per cobrir-la i les va guanyar Baltasar Moyà, sent nomenat Director de la Banda el 8 d'agost de 1905. Va començar les seves tasques reorganitzant totalment la banda, conferint una estructura de tipus militar amb músics de 1r, 2n i 3r. Comprar tots els instruments i es van confeccionar uniformes per als músics. El moment culminant d'aquesta renovació va ser a la Setmana Santa de 1906, quan la banda de cinquanta músics va desfilar en la processó del Dijous Sant. A partir d'aquesta actuació, la Banda de Música de la Casa de la Misericòrdia creava expectació allà on anava (festes en els pobles, cercaviles, festes a les barriades de Palma, etc.) gràcies, sobretot, al saber fer del mestre Moyà.

## Compositor
Les composicions de Baltasar Moyà van ser per a banda en la seva majoria. Baltasar Moyà és autor de més d'un centenar d'obres, la majoria de les quals són pasdobles i marxes, obres dedicades a les formacions que va dirigir. Sobresurten el pasdoble El ferrocarril de Sóller, estrenada el 16 d'abril de 1912 amb motiu de la inauguració del ferrocarril Palma-Sóller, la marxa fúnebre La muerte de un ángel, i la sarsuela El hijo del pescador.
En aquella època era usual que els directors copiessin a mà partitures d'altres compositors, pel que pot haver-hi alguna confusió en l'autoria d'alguna partitura.
Les obres compostes per Baltasar Moyà són:
- Sarsuela
  - "El hijo del pescador"

Amb lletra del farmacèutic militar Romero Landa i que va ser estrenada al Teatre Líric el 1909.
- Pasdobles
  - "Manolito"
  - "El Consejo"
  - "Artín" (1902)
  - "El Ferrocarril de Sóller": Obra que se li va encarregar amb motiu de la inauguració de la línia Palma - Sóller el 1912 i dedicada al senyor Jeroni Estades. Hi ha d'aquesta obra una partitura per a piano.
  - "Wilson" (1919)
  - "Noche de Verbena"
- Valsos
  - "La Protectora"
  - "Flamenco"
  - "El rubio"
- Masurques
  - "Tirolesa"
  - "Comuniaun"
  - "Las verdades"
- Xotis
  - "Orietleo"
  - "El chulapo"
  - "El bostón"
- Simfonia
  - "Elvira"
- Polques
  - "La morena"
  - "Entre flores"
- Pasdobles fúnebres
  - "A la muerte de un ángel"

Va ser molt conegut, ja que la banda del Regiment el tocava abans i després de la processó del Dijous Sant en el trajecte que feia entre la caserna del Carme a la Rambla i la plaça de La Sang.
- Marxes fúnebres
  - "Alma de ángel"
  - "Una memoria" (Sobre la tomba de Sebastiana Campamar Nadal)
  - "Dolores": Dedicada a la memòria de D. José Erviti
  - "María/Sobre la tumba" (La mateixa obra es troba amb dos títols)
  - "La Verónica"
  - "La Pasión"
- Marxa de processó
  - "Marcha Triunfal a la Virgen"

Estrenada a Montserrat a Barcelona el 1899
- Jotes
  - "Ecos del pueblo" (1914)
- Boleros
  - "Boleros" (1914)